# Ane Mintegi del Olmo
Ane Mintegi Del Olmo, née le 24 octobre 2003 à Idiazabal (Guipuscoa), est une joueuse de tennis espagnole.

## Biographie
Le 11 juillet 2021, elle remporte le tournoi junior de Wimbledon, en s'imposant en finale devant l'Allemande Nastasja Schunk.